# Grumentum

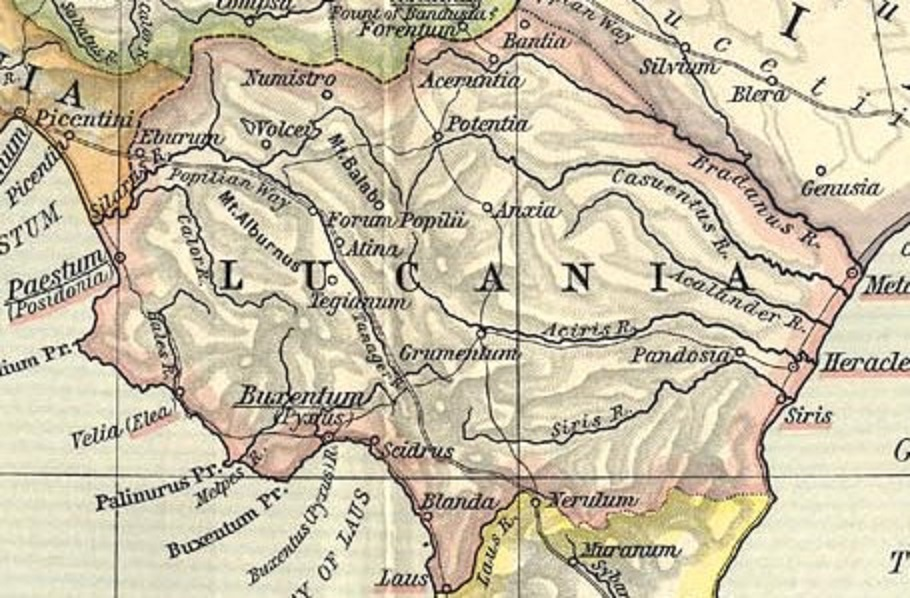
Regionen Lukanien och dess städer. Grumentum återfinns mitt på kartan, under "A" i Lukanien.

Grumentum var en stad under antiken mitt i regionen Lukanien i södra Italien. Den ligger i kommunen Grumento Nova, ungefär 50 kilometer söder om Potenza.
Lukanerna bosatte sig på platsen på sexhundratalet f.Kr. men staden Grumentum grundades under de samnitiska krigen av romarna. År 215 f.Kr. besegrades den kartagiska generalen Hanno d.ä.:s här (under slaget vid Grumentum) och år 207 gjorde Hannibal Grumentum till sitt högkvarter. Staden nämns i termer av en stark befästning under Bundsförvantskriget. Båda sidor tycks ha hållit Grumentum vid olika tidpunkter under kriget.
Grumetum blev senare en koloni, kanske under Sulla, och den tycks ha haft viss betydelse. Staden blev ett biskopssäte år 370, men övergavs kort därefter. Som en konsekvens av saracenernas härjningar grundades den nya staden Saponaria/Saponara - dagens Gruento Nova - år 954.
Lämningarna efter Grumentum ligger ungefär 600 meter över havet på högra sidan av floden Agri (latin: Aciris). Vissa lämningar finns bevarade: en stor amfiteater, en teater, en gammal väg, ett domus med mosaiker samt två tempel. Vissa lämningar finns också bevarade på Grumento Novas arkeologiska museum.